# Pulborough
Pulborough – wieś w Anglii, w hrabstwie West Sussex, w dystrykcie Horsham. Leży 24 km na północny wschód od miasta Chichester i 67 km na południowy zachód od Londynu. W 2001 miejscowość liczyła 4685 mieszkańców.